# أوشون
أوشون شركة فرنسية تأسست سنة 1961م متخصصة في السوبرماركت.
يأتي الاسم من أول متجر أوشون في روبيه في منطقة هاوتس شامبس، والذي يتطابق نطقه مع نطق أشون.
تضم الشركة القابضة (أوشون القابضة) أوشون ريتيل إنترناشيونال، وسيتروس التي تدير مراكز التسوق وأوني التي تقدم خدمات مالية. تعمل الشركة باسم ألكامبو في إسبانيا ("al campo" هي الترجمة الإسبانية الحرفية لكلمة "au champ" الفرنسية)، وأشون في البرتغال، ومن خلال مشروع مشترك باسم آر تي-مارت في الصين وتايوان (العلامة التجارية أوشون تستخدم أيضًا).
بحلول عام 2019 أصبحت أوشون واحدة من أكبر متاجر التجزئة في العالم مع وجود مباشر في فرنسا وإيطاليا وإسبانيا والبرتغال ولوكسمبورغ وبولندا ورومانيا والمجر والصين.

## التاريخ

### البدايات 1961-1969
بعد لقاء مؤسسي كارفور ولوكلير في 6 يوليو 1961 افتتح جيرال موليز أول متجر أوشان في مصنع مهجور تابع لشركة فيلدار التي أسسها والده المسمى أيضًا جيرارد. يغطي هذا المتجر مساحة 600 متر مربع، ويقع في منطقة هاوتس شامبس في روبيه. في الأصل كان من المقرر أن يسمى المتجر «أوشان» ولكن بسبب السبر الياباني تم تغيير الاسم إلى «أوشون». رغب المؤسسون في اختيار الحرف الأول «أ» ليظهر في المقام الأول في الدلائل. اعتمد جيرارد موليز على نصيحة إدوارد لوكلير لفتح أول سوبر ماركت له. لكن كان لا بد من إغلاق هذا المتجر في الثمانينيات بسبب المنافسة القوية مع المتجر الذي تم بناؤه في ليرز. تم شراء المبنى من قبل انترمارشيه. وفي عام 2003 تم هدمه لتوفير مساحة لمتجر أكثر حداثة.
في صيف عام 1967 في 20 أغسطس افتتحت أوشون أول هايبر ماركت في رونك في منطقة تجارية في البداية تبلغ 3500 متر مربع. طبقًا لجيرار موليز فإن موقع رونك كان بمثابة نموذج لمحلات السوبر ماركت الأخرى في فرنسا في مجال التوسع غير الغذائي. في 27 مارس 1969 تم افتتاح مركز التسوق أنجلوس لي جيانتس في إنجلوس في مدينة ليل. كان أنجلوس لي جيانتس أول مركز تسوق به هايبر ماركت ومتنزه للبيع بالتجزئة في فرنسا.

## المشاريع المنسحبة
افتتحت أوشون عددًا من المتاجر في المكسيك، افتتح أولها في مكسيكو سيتي في عام 1997 ونما إلى خمسة متاجر. في مواجهة المنافسة الشديدة من وول مارت، وكذلك سلاسل المتاجر الكبرى المحلية جيجانتي وميكسيكانا التجارية، والمنافس الفرنسي كارفور (الذي باع أيضًا متاجره وغادر البلاد في مارس 2005)، قررت أوشون بيع متاجرها إلى ميكسيكانا التجارية وانسحبت من المكسيك في أوائل عام 2003، تم بيع معظم هذه المتاجر إلى سوريانا في عام 2015.
في عام 2002 باعت أوشون محلات السوبر ماركت في تايلاند إلى جروب كازينو.
في عام 2007 باعت أوشون متاجرها الأرجنتينية إلى وول مارت وانسحبت من البلاد.
بعد نزاع مع شريكها المغربي ONA باعت أوشون حصتها البالغة 49 ٪ في أغسطس 2007.
في يناير 2011 انسحبت أوشون من سوق دبي بعد عامين فقط.
في عام 2019 انسحبت شركة أوشون من إيطاليا بسبب الخسائر المالية من خلال بيع معظم أنشطة شركة أشون ريتيل إيطالياإلى شركة التجزئة الإيطالية كوناد. انسحبت أيضًا من فيتنام بسبب الخسائر وبطء التنمية.

### الولايات المتحدة الأمريكية
قامت شركة أوشون بأعمال تجارية في الولايات المتحدة من عام 1988 إلى عام 2003 تحت اسم أوشون هايبر ماركت التابعة لها.
افتتح أول متجرأ أوشون أمريكي في غرب هيوستن في 14 أكتوبر 1988. يقع الهايبر ماركت الذي تبلغ مساحته 250 ألف قدم مربع (23000 متر مربع) على قطعة أرض مساحتها 31.3 فدانًا (12.7 هكتارًا) على بيلتواي 8 شمال طريق 59 الولايات المتحدة / الطريق السريع 69. كان المتجر واحدًا من العديد من محلات السوبر ماركت التي تم افتتاحها في الولايات المتحدة في أواخر الثمانينيات بعد أن ظهر وول مارت لأول مرة في هايبر مارت الولايات المتحدة الأمريكية في ديسمبر 1987، وظهر متجر كارفور في فيلادلفيا في مارس 1988. قال ديفيد كابلان من هيوستن كرونيكل «كان الأمر غير عادي إلى حد ما وأصبح شيئًا من عوامل الجذب السياحي» عندما افتتح لأول مرة حيث كان كبيرًا بما يكفي لإيواء العديد من الشركات الصغيرة أمامه، مثل وكالات سفريات، أو متاجر مجوهرات، بنوك، وقاعات طعام تحتوي على تاكو بيل، وماكدونالدز، وبيتزا هت. كما تضمنت مجموعة كبيرة من الجبن، ومجموعة ضخمة من البيرة والنبيذ، ومصانع للجعة المحلية مثل سيليس وايت، ومخابز، ومثل معظم محلات السوبر ماركت العاملة في الولايات المتحدة في أواخر الثمانينيات بالإضافة إلى ألدي جذبت أوشون سكان هيوستن عن طريق مجموعة ضخمة من المأكولات البحرية بالإضافة إلى ملابس مسابقات رعاة البقر.
افتتح موقع أوشون الثاني في هيوستن الكبرى في جنوب شرق هيوستن في سبتمبر 2000، في متجر تارجت السابق، والذي قام أوشان بتجديده بشكل كبير (وتم بناؤه جزئيًا) قبل الافتتاح والمثال الأكثر وضوحًا هو المداخل المصممة لجعلها تبدو ضخمة ليس كالسابق. قال كابلان: "كان لدى أوشون أعمال قوية في سنواتها الأولى ولكن مع وجود متجرين فقط في البلاد فإن الشركة تفتقر إلى القوة الشرائية ومزايا الاقتصاد على نطاق واسع." في أوائل يناير 2003 أعلنت أوشون أن كلا من متاجرها الأمريكية كانت تتكبد خسائر وستغلق وصرحت أوشان بأنها ستركز بدلاً من ذلك على توسعها في آسيا وأوروبا، وفي 6 يناير 2003 أغلقت أوشان متجرين خاسرين منهية جميع العمليات الأمريكية بعد 15 عامًا.

## المحلات
| الدولة     | أول متجر | هايبر ماركت | سوبر ماركت   | المتاجر | مراكز التسوق |
| ---------- | -------- | ----------- | ------------ | ------- | ------------ |
| فرنسا      | 1961م    | 126 / 8*    | 268 / 141*   | -       | 108          |
| إسبانيا    | 1981م    | 55          | 125 / 16*    | 111*    | 30           |
| إيطاليا    | 1989م    | 60 / 7*     | 276 / 1,385* | -       | 46           |
| سان مارينو | 1989م    | -           | 5*           | -       | -            |
| لوكسمبورغ  | 1996م    | 1           | -            | -       | 1            |
| البرتغال   | 1996م    | 33          | -            | -       | 9            |
| بولندا     | 1996م    | 26 / 53‡    | 27           | -       | 20           |
| هنغاريا    | 1998م    | 19          | 1            | -       | 18           |
| الصين      | 1999م    | 230         | -            | -       | 45           |
| تايوان     | 2001م    | 18          | -            | -       | 22           |
| روسيا      | 2002م    | 68 / 13‡    | 130          | -       | 25           |
| رومانيا    | 2006م    | 33          | -            | -       | -            |
| أوكرانيا   | 2008م    | 20          | -            | -       | 8            |
| الهند      | 2012م    | 11*         | 3*           | -       | -            |
| العراق     | 2014م    | 1           | -            | -       | -            |
| السنغال    | 2015م    | 4           | -            | -       | -            |
| فيتنام     | 2016م    | 0           | 18           | -       | -            |
| طاجيكستان  | 2016م    | 1           | 0            | -       | -            |